# 拉克魯斯 (科連特斯省)
28°11′S 56°39′W / 28.183°S 56.650°W

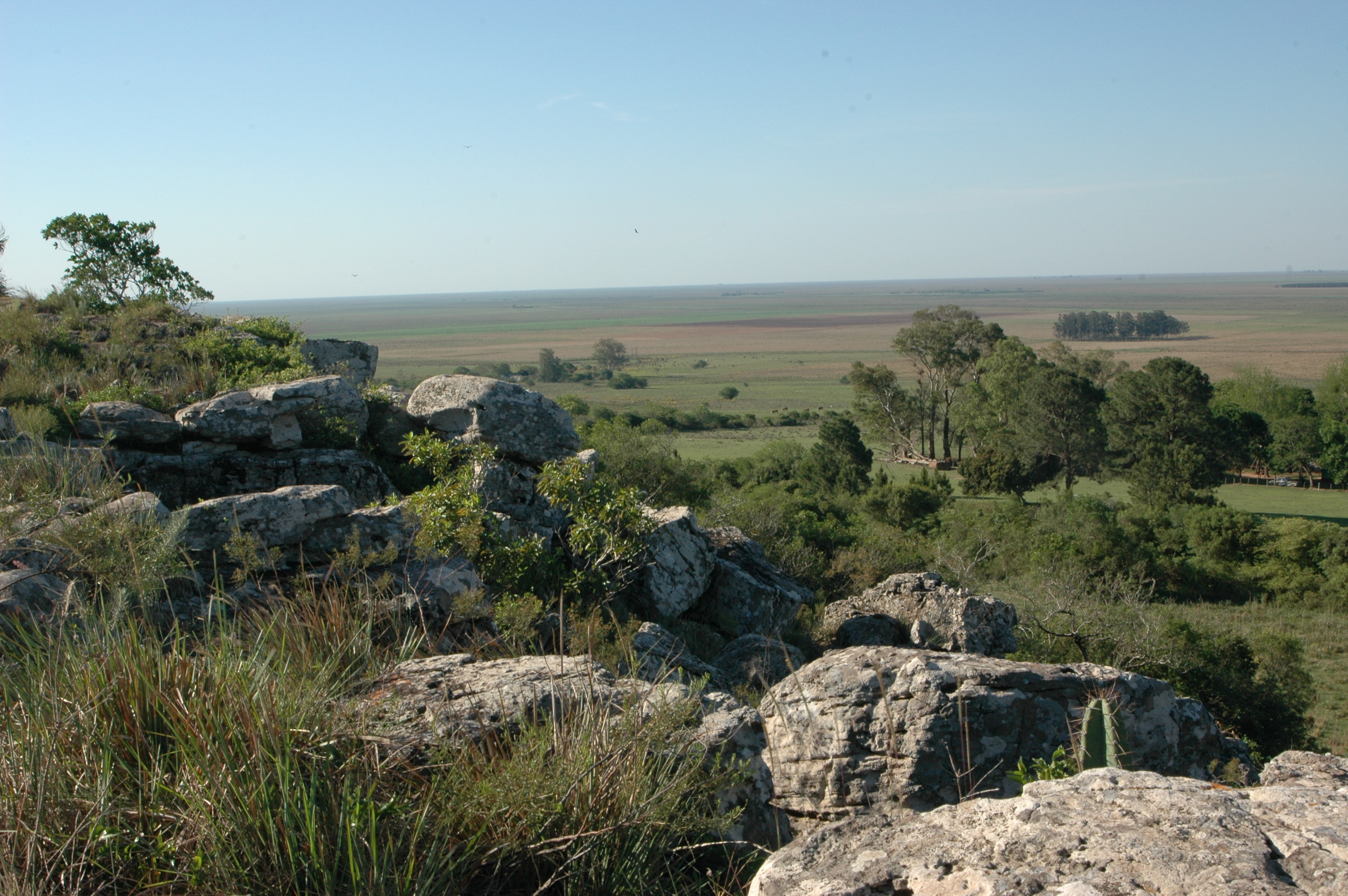
拉克魯斯

拉克魯斯（西班牙語：La Cruz），是阿根廷的城鎮，位於該國北部科連特斯省，是聖馬丁縣的首府，距離科連特斯426公里，始建於1630年8月15日，海拔高度51米，2010年人口7,133。